# Tagazar
Tagazar este o comună rurală din departamentul Filingue, regiunea Tillabéri, Niger, cu o populație de 95.763 de locuitori (2001).